# Patrik Andersson (1967)
Patrik Andersson (30 november 1967) is een voormalig Zweeds voetballer. Hij speelde als aanvallende middenvelder en sloot zijn profloopbaan in 2001 af bij Motala AIF. Hij werd eenmaal Zweeds landskampioen met IFK Norrköping, en won met diezelfde club driemaal de nationale beker.

## Interlandcarrière
Andersson speelde één officiële interland voor het Zweeds voetbalelftal: onder leiding van bondscoach Nisse Andersson maakte hij zijn debuut op 26 september 1990 in de vriendschappelijke thuiswedstrijd in Solna tegen Bulgarije (1-3). Hij viel in dat duel na 83 minuten in voor aanvaller Kennet Andersson.

## Erelijst
IFK Norrköping
- Zweeds landskampioen

1989
- Zweedse beker

1988, 1991, 1994